# Psettina hainanensis
Psettina hainanensis és un peix teleosti de la família dels bòtids i de l'ordre dels pleuronectiformes.

## Distribució geogràfica
Es troba a les costes de Hainan (Xina).